# Hans-Helmuth Bugs
Hans-Helmuth Bugs (11 de Março de 1917 - 7 de Junho de 1944) foi um comandante de U-Boot que serviu na Kriegsmarine durante a Segunda Guerra Mundial.